# Anopinella panamana
Anopinella panamana là một loài bướm đêm thuộc họ Tortricidae. Loài này có ở Panama.
Chiều dài cánh trước là 5.1-6.2 mm.